# Tis u Blatna
Tis u Blatna är en ort i Tjeckien.   Den ligger i regionen Plzeň, i den västra delen av landet, 80 km väster om huvudstaden Prag. Tis u Blatna ligger 595 meter över havet och antalet invånare är 101.
Terrängen runt Tis u Blatna är varierad. Tis u Blatna ligger uppe på en höjd. Runt Tis u Blatna är det ganska glesbefolkat, med 27 invånare per kvadratkilometer. Närmaste större samhälle är Podbořany, 16,6 km norr om Tis u Blatna. I omgivningarna runt Tis u Blatna växer i huvudsak blandskog.